# Runen in heutiger Zeit

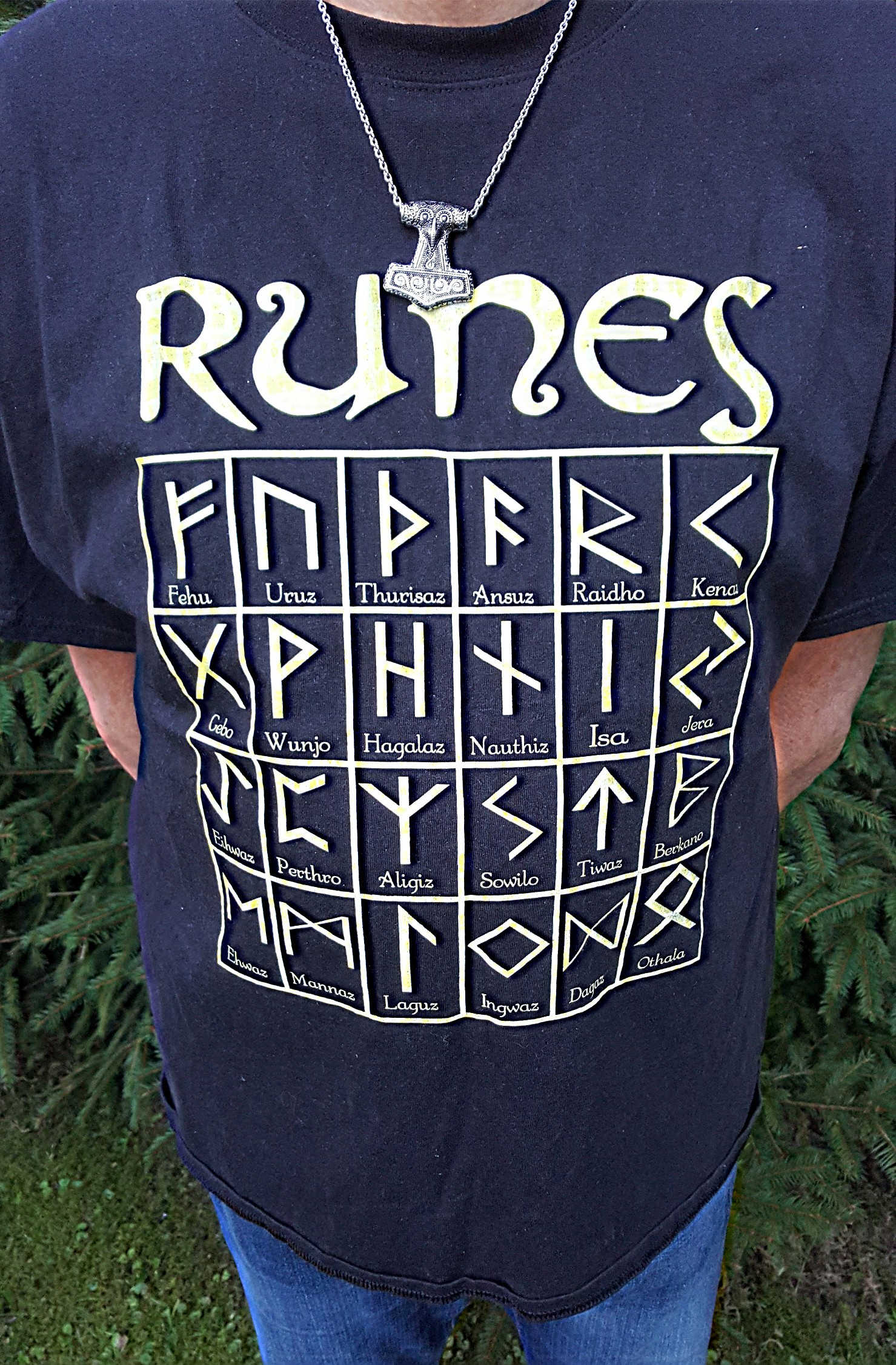
T-Shirt mit den 24 Runen des älteren Futhark sowie deren Namen

Runen in heutiger Zeit beschreibt exemplarisch die derzeitige Verwendung von Runenzeichen. Über etwa 1900 Jahre hinweg (ältester sicherer Runenfund Kamm von Vimose von etwa 150 n. Chr.) hat sich bis in unsere Zeit die Kenntnis über die Runen sowie deren Verwendung erhalten. Runen erscheinen unter anderem auf Wappen, als Firmenlogo, auf Flaschenetiketten und Lebensmittelverpackungen, CD-Covers und in CD-Booklets, auf Buchumschlägen, Tragetaschen, Essgeschirr und Tassen, Getränkeuntersetzern, Kerzen, Kleidungsstücken sowie auf vielen anderen Gegenständen des täglichen Gebrauchs.

## Bluetooth-Firmenlogo

Bluetooth-Logo

Bluetooth, eine Funktechnologie für die Datenübertragung zwischen Geräten mittels Funktechnik, verwendet im Logo zwei verschmelzende Runen (Binderune). Die Bezeichnung Bluetooth erfolgte nach Harald Blauzahn  (um 910 – 987), der König von Dänemark und Norwegen war. Ihm gelang es durch seine Kommunikationsfähigkeit, verfeindete Teile von Dänemark und Norwegen zu vereinen. Das Bluetooth-Logo enthält für die Initialen von Harald Blauzahn die Runenzeichen ᚼ (Lautwert h) und ᛒ (Lautwert b); die Zeichen sind dem jüngeren Futhark (jüngere Runenreihe) entnommen.

## Othala-Rune in Wappen

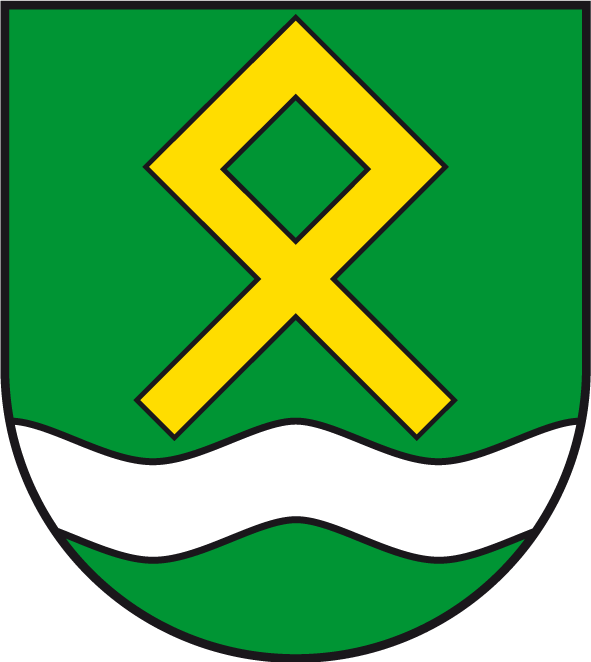
Wappen von Klein Oschersleben

Wappen von Osterndorf

Im amtlichen Wappen von Klein Oschersleben, einem Ortsteil der Stadt Oschersleben in Sachsen-Anhalt, wird die Othala-Rune (ᛟ) verwendet. Klein Oschersleben wurde am 1. Januar 2003 in die Stadt Oschersleben eingemeindet. Das Wappen wurde am 10. Januar 1996 durch das Regierungspräsidium Magdeburg genehmigt.
Auch im Wappen von Osterndorf, einem Ortsteil von Beverstedt im niedersächsischen Landkreis Cuxhaven ist die Othala-Rune abgebildet. Das Wappen von Osterndorf wurde von dem Heraldiker und Wappenmaler Albert de Badrihaye (1880–1976) entworfen.

## Flaggen
Runen werden in heutiger Zeit weltweit auch auf Flaggen von neuheidnischen und politischen Organisationen und Parteien, vor allem aus dem rechtsextremen politischen Spektrum, verwendet.
Beispiele

Algiz-Rune – National Alliance, USA
Jera-Rune – Förbundet nationell ungdom[4] (Verband nationaler Jugend), Schweden
Othala-Rune – Afrikaner Studentebond[5]  (Afrikanischer Studentenbund), Südafrika
Tiwaz-Rune – Movimiento Nacional Socialista Vanguardia Nacional[6], Peru

## Dienstgradabzeichen der Bundeswehr

Schulterklappe Hauptbootsmann mit Othala-Rune

Verschiedene Dienstgradabzeichen der Bundeswehr weisen auf Schulterklappen und Ärmelabzeichen die Othala-Rune ᛟ auf. Beispiele dafür sind die Abzeichen beim Hauptfeldwebel, Hauptbootsmann, Oberfähnrich, Stabsfeldwebel, Stabsbootsmann, Oberstabsfeldwebel und Oberstabsbootsmann.

## Flaschenetiketten und Lebensmittelverpackungen

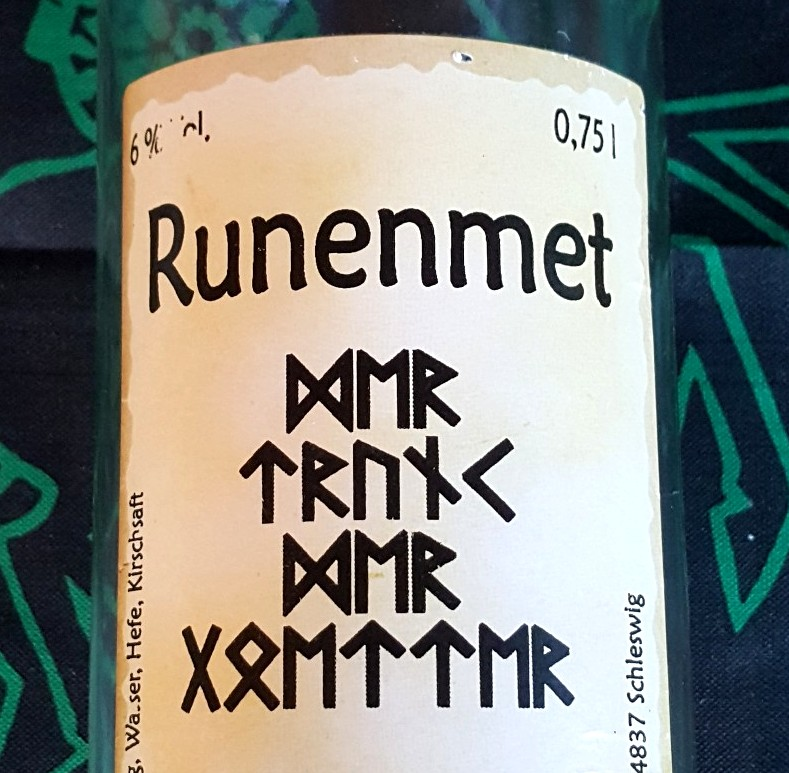
Etikett auf einer Metflasche; Aufschrift mit den Zeichen der älteren Runenreihe: Der Trunk der Goetter

Die Wacken-Brauerei in Wacken, Schleswig-Holstein, verwendet auf den Etiketten einiger Biersorten Runen. So ist zum Beispiel der Name des obergärigen Starkbiers Tyr, das nach dem nordischen Asengott Tyr benannt ist, mit den Runen des jüngeren Futhark wiedergegeben; in ᛏᛘᚱ wird der leichteren Lesbarkeit wegen ᛦ (Lautwert y) allerdings als Sturzrune (auf dem Kopf stehende Rune) verwendet. Jedoch verwendet die Brauerei bei einigen Biersorten für die Beschriftung der Etiketten neben den wirklichen Runen wegen der leichteren Lesbarkeit auch Pseudorunen.
Zwei Käsesorten aus Island mit der Bezeichnung Höfðingi zeigen auf ihren Verpackungen die Runen der jüngeren Runenreihe. Beide Sorten sind aus Kuhmilch hergestellt. Es handelt sich um einen cremigen Weichkäse mit weißem Edelschimmel sowie um einen Blauschimmelkäse.

## CDs, Bücher und Computerspiele

### CDs

Amon Amarth: With Oden on Our Side - CD-Titel und Band-Name in Runen oberhalb der Darstellung Odins auf Sleipnir und rechts unten (zur Sichtbarmachung Vergrößerung des Bildes erforderlich); Runen auch auf der Cover-Rückseite und auf der CD selbst

Vor allem die CDs aus dem Bereich des Heavy Metal zeigen Runen sowohl auf dem Cover und dem Booklet als auch auf der CD selbst. Für die Übertragung englischer und auch anderssprachiger Texte wird sowohl das ältere als auch das jüngere Futhark verwendet. Beispiele dafür sind das Album Tyr der englischen Band Black Sabbath, das Album Kivenkantaja der finnischen Band Moonsorrow, The Ring of the Ancients der italienischen Band White Skull sowie With Oden on Our Side der schwedischen Band Amon Amarth. Der englischsprachige Booklet-Text des Albums Gods of War der US-amerikanischen Band Manowar ist vollständig in Runen verfasst.
Auch auf deutschsprachigen Alben werden Runen verwendet. Beispiele dafür sind Leben und Lebenswille von Bergthron, Götterlieder von Odroerir, Turis Fratyr von Equilibrium und Gizit dar Faida von XIV Dark Centuries.

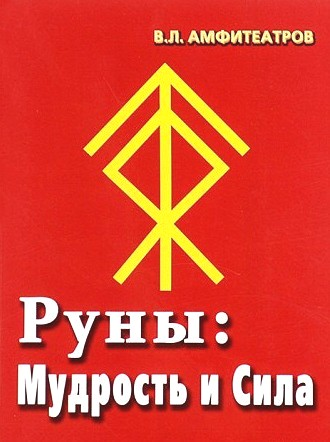
Russisches Buch von 2017 mit Binderune

### Bücher
Auch auf Buchumschlägen sowohl im deutschsprachigen Raum als auch im Ausland sind Runen abgebildet. So zeigt beispielsweise das in kyrillischer Schrift geschriebene Buch „Руны. Мудрость и сила“
(„Runen. Weisheit und Stärke“) von Vladimir Leonovich Amfiteatrov auf der vorderen Umschlagseite eine Binderune aus Algiz und Othala. Das Buch erschien 2017 im Veligor-Verlag in Moskau, Russland.
Aber auch in Büchern ohne direkten Bezug zu Runen oder Schriften kommen Runen als Stilelemente vor. So werden zum Beispiel in den Zeichnungen von Sabine Büchner in den Petronella Apfelmus Kinderbüchern von Sabine Städing ab Band 7 für Beschriftungen in der Hexenwelt (Buchrücken, Zeitungstitel etc..) durchgehend Runen verwendet.

### Computerspiele
In Computerspielen werden Runen häufig in Fantasy bzw. Rollenspielen verwendet. So sind sie zum Beispiel namensgebend in Rune (Computerspiel) oder Runes of Magic. Runen können aber auch weniger offensichtlicher Teil der Spielmechanik sein, wie in der Ultima Underworld Reihe, in der das Zaubersystem auf der Kombination von bis zu 3 Runensteinen basiert.

## Gegenstände des täglichen Gebrauchs
Runen sind auch auf Tellern, Tassen, Schlüsselanhängern, Kerzen, Tragetaschen, Untersetzern, Servietten, Schmuck und Kleidungsstücken (vorwiegend T-Shirts) sowie auf vielen anderen Gegenständen des täglichen Gebrauchs zu finden.
Beispiele

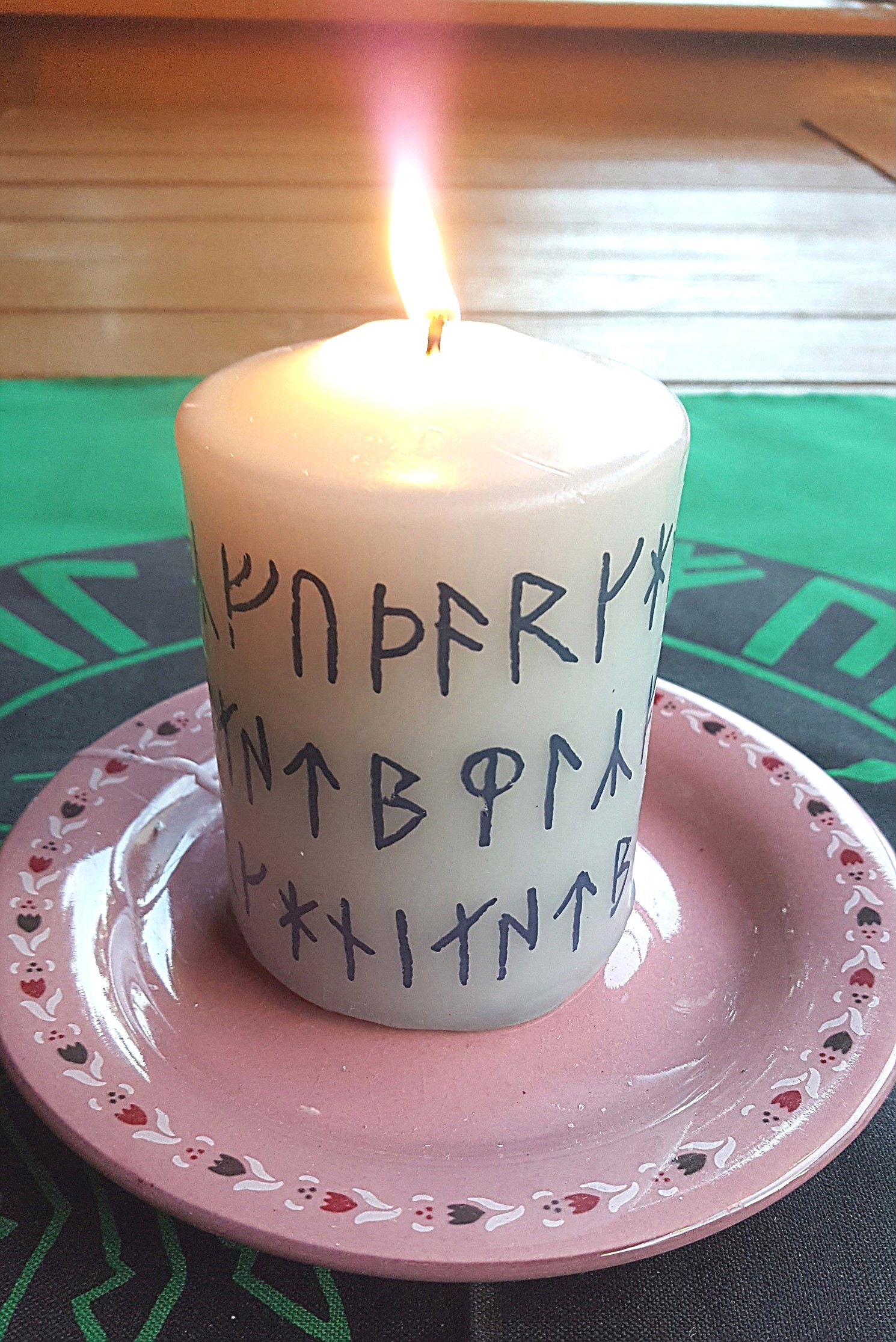
Kerze mit jüngerer Runenreihe
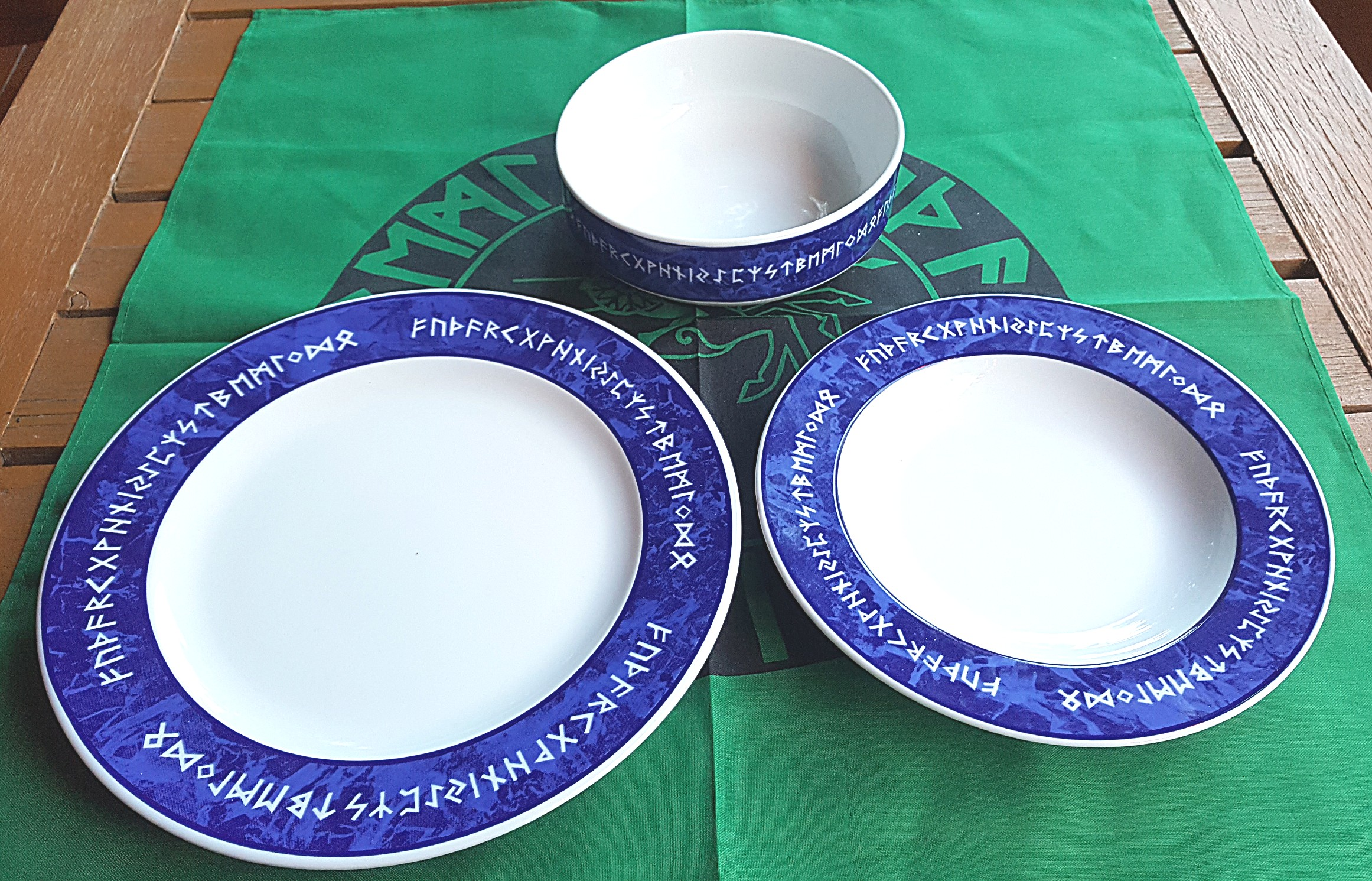
Porzellanteller und Porzellanschüssel mit Runenreihen des älteren Futhark
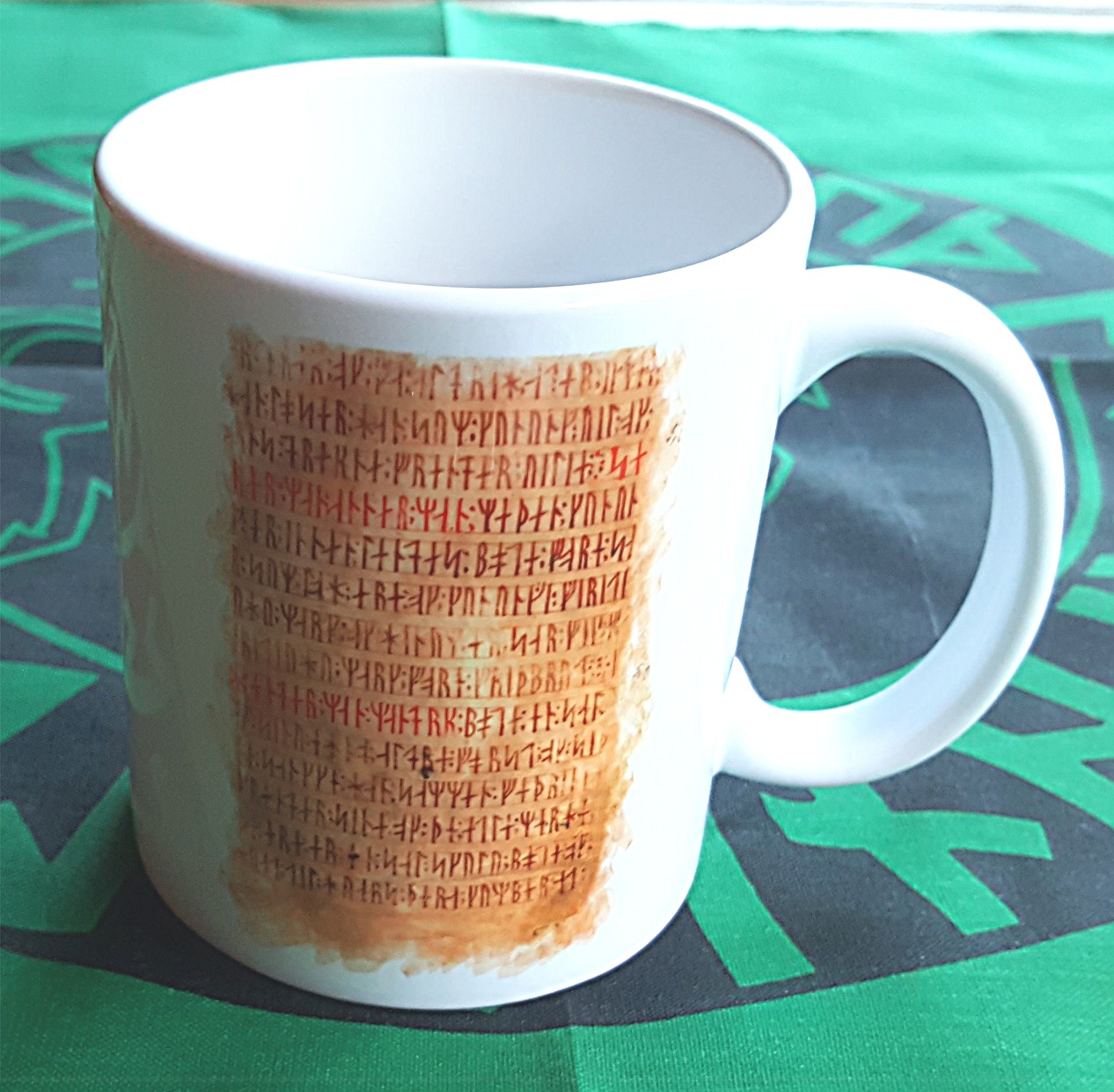
Tasse mit den mittelalterlichen Runen der 55. Seite des Codex Runicus, einem dänisch-schwedischen Pergamentmanuskript von etwa 1300
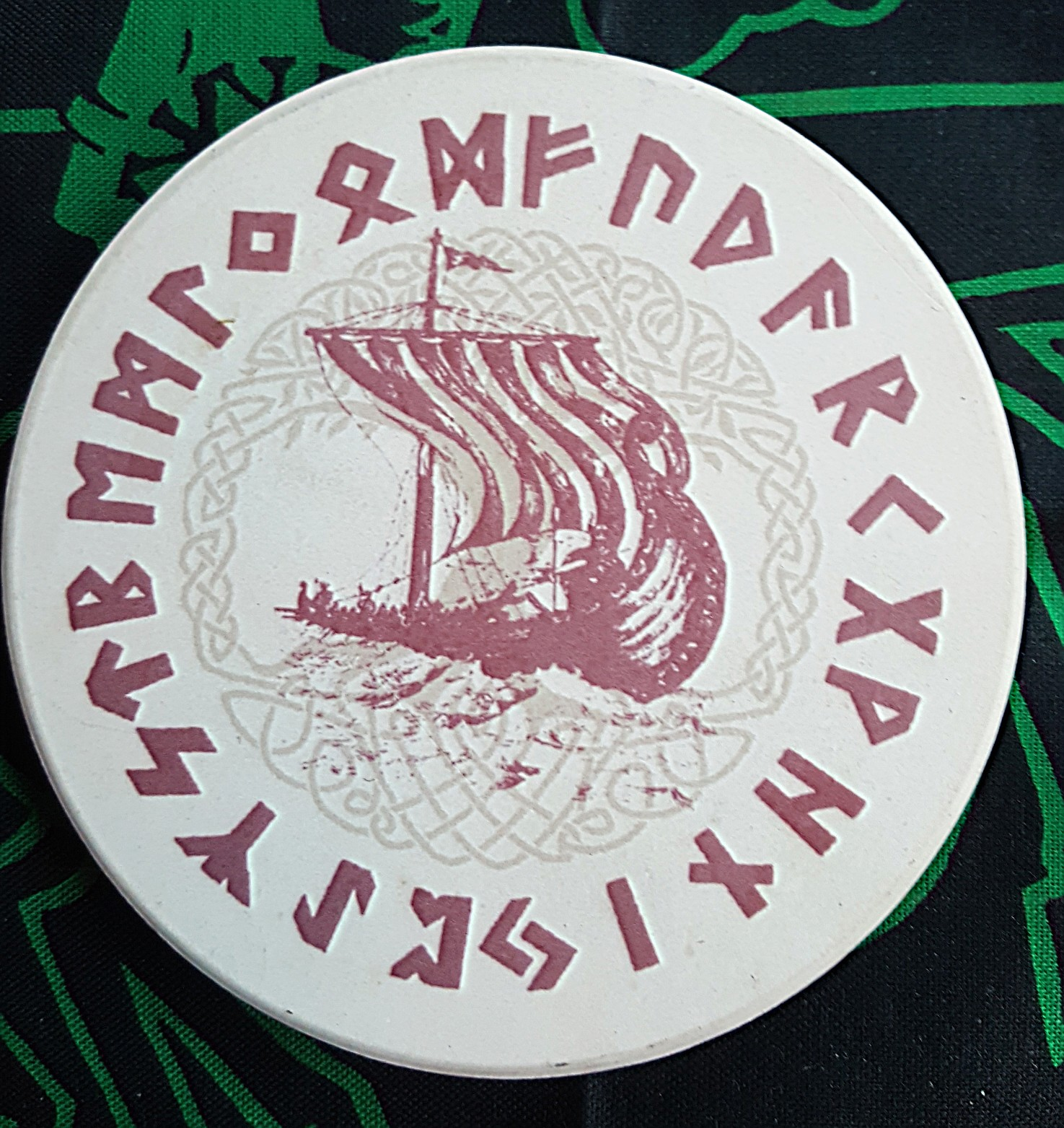
Getränkeuntersetzer mit älterem Futhark
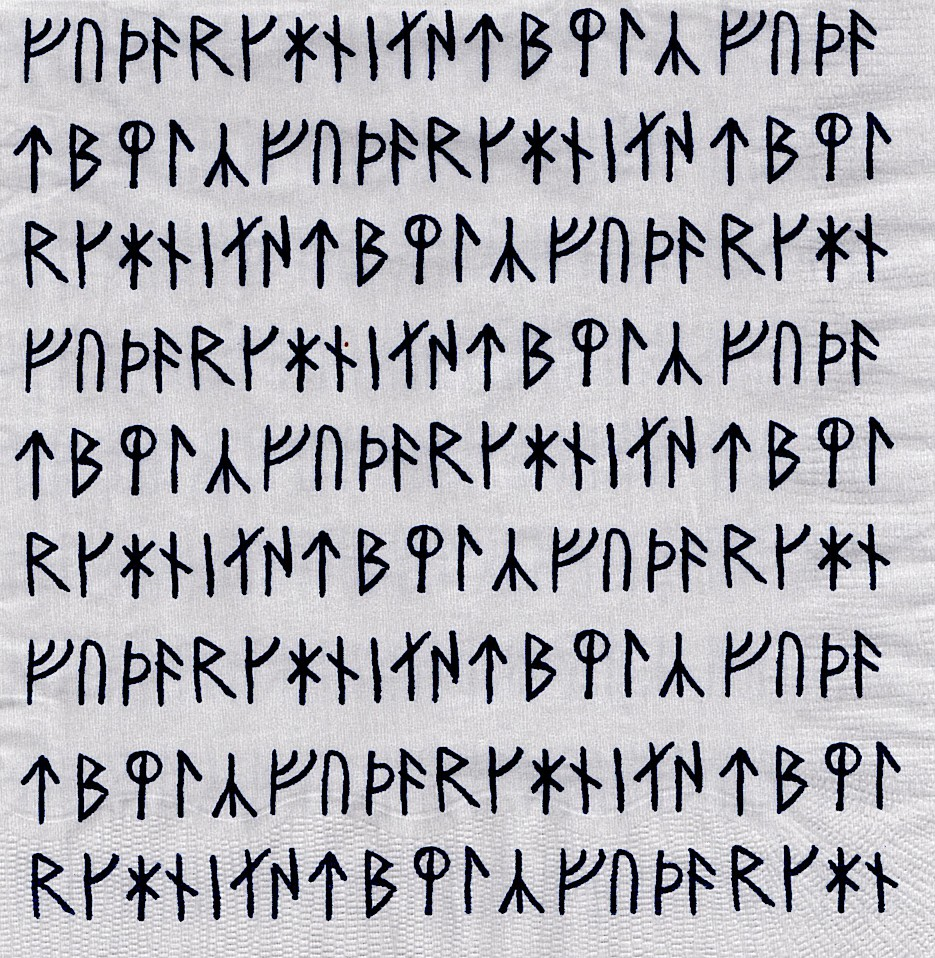
Serviette mit jüngerem Futhark
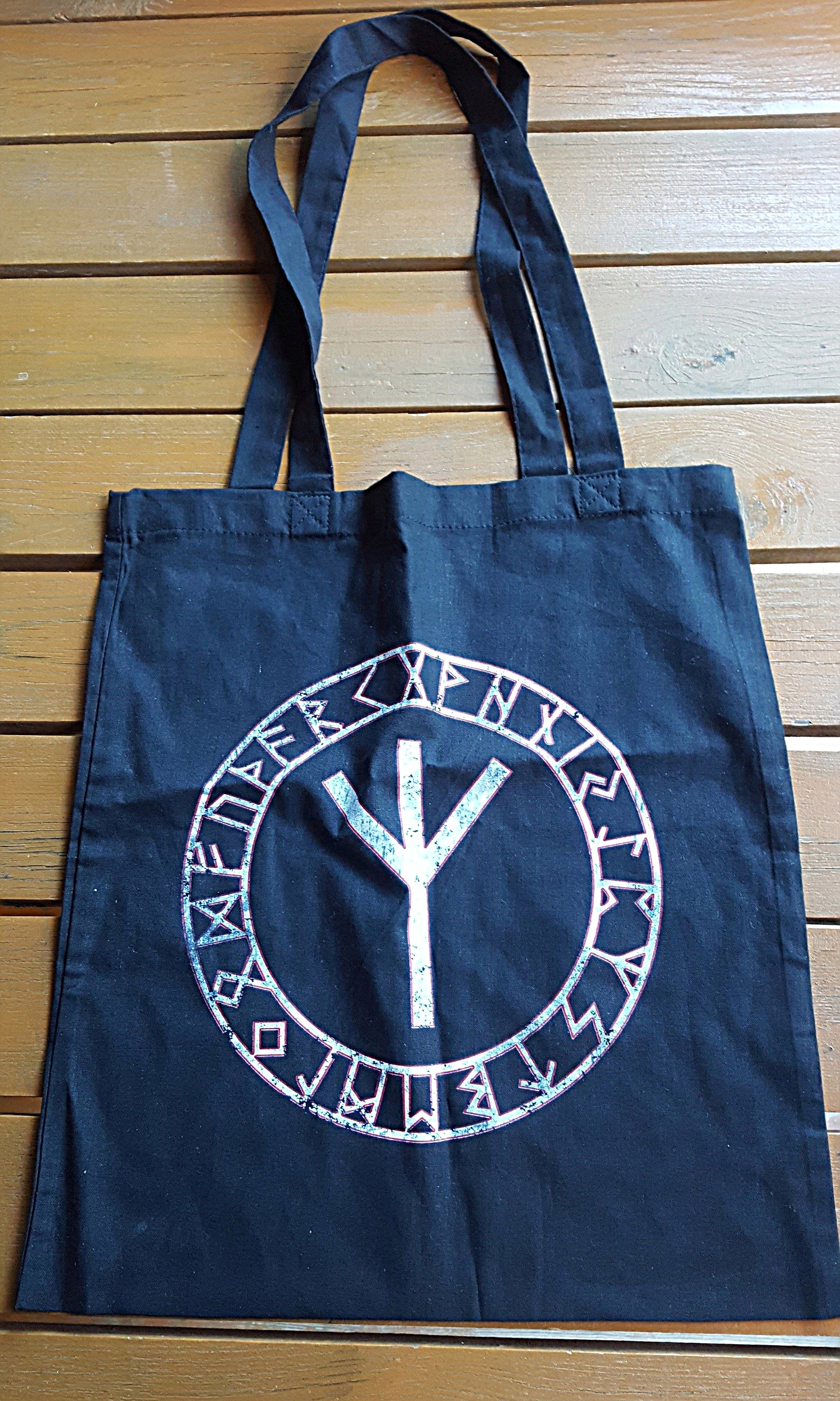
Baumwolltasche mit älterem Futhark und großer Algiz-Rune